# Volkswagen Group A-platform
Volkswagen Group A-platformen er en bilplatform benyttet til små mellemklassebiler fremstillet af Volkswagen Aktiengesellschaft.
Den blev oprindeligt baseret på konceptet til Volkswagen Golf I, og kan bruges til for- og firehjulstrukne med tværliggende, frontmonterede motorer.
Volkswagen-biler baseret på denne platform omtales ofte med generationsnummer, f.eks. kaldes den første Golf for "A1 Golf". Ofte erstattes "A..." af "Mk...", men det kan i nogle tilfælde være misvisende: F.eks. er Scirocco Mk1 og Mk2 begge bygget på A1-platformen.
Under Volkswagens reviderede platformsnavngivningssystem kendes "A4"-platformen nu som PQ34, og hvad der vil være blevet kaldt A5-platformen kaldes i stedet officielt for PQ35. Betegnelsen er sammensat som følger:
- P betyder personbil.
- Q (quer) betyder tværliggende motor.
- 3 indikerer platformsstørrelsen eller bilklassen.
- 5 indikerer generationen.

## A1
Biler bygget på A1-platformen (typenumre og byggeår i parenteser):
- Volkswagen Golf I/Rabbit I (17, 1974−1983)
- Volkswagen Golf Cabriolet (17, 1979−1993)
- Volkswagen Jetta I (17, 1979−1983)
- Volkswagen Caddy (pickup) (14, 1979−1993)
- Volkswagen Scirocco I (53, 1974−1982)
- Volkswagen Scirocco II (53B, 1982−1992)

## A2
Biler bygget på A2-platformen (typenumre og byggeår i parenteser):
- Volkswagen Corrado (53i, 1988−1995)
- Volkswagen Golf II (19E, 1983−1992)
- Volkswagen Jetta II (19E, 1984−1992)
- SEAT Toledo I (1L, 1991−1999)
- Chery A11 (1999−2006) og A15 (2003−)
- Vortex Corda

## A3
Biler bygget på A3-platformen (typenumre og byggeår i parenteser):
- Volkswagen Golf III (1H, 1991−1997)
- Volkswagen Golf Cabriolet (1E, 1993−2002)
- Volkswagen Golf Variant (1H, 1993−1999)
- Volkswagen Vento/Jetta III (1H, 1991−1997)

Den mindre A03-platform, benyttet til Volkswagen Polo III og SEAT Ibiza, er i vidt omfang baseret på A3-platformen og deler mange komponenter med denne.

## A4 (PQ34)
Biler bygget på A4-platformen (typenumre i parenteser):
- Audi A3 I (8L, 1996−2003)
- Audi S3 (8L, 1999−2003)
- Audi TT (8N, 1998−2006)
- Volkswagen Golf IV (1J, 1997−2003)
- Volkswagen Bora/Jetta IV (1J, 1998−2005)
- Volkswagen Golf Variant (1J, 1999−2006)
- Volkswagen Lavida (2008−)
- Volkswagen New Beetle (1C/1Y/9C, 1998−2010)
- SEAT León I (1M, 1999−2006)
- SEAT Toledo II (1M, 1999−2004)
- Škoda Octavia I (1U, 1996−2010)

## A5 (PQ35)
PQ35-platformen blev udviklet med det formål at være mere fleksibel end de tidligere A-platforme. For første gang benyttedes helt uafhængige hjulophæng fortil og bagtil i alle A-platform-biler.
PQ35 var udviklet til små mellemklassebiler, men en forlænget version til store mellemklassebiler (som f.eks. Volkswagen Passat B6) kaldtes PQ46. En udbredt misforståelse er at PQ46-generationen af Passat er baseret på "B6" (PL46)-platformen. Denne Passat med tværliggende motor har ikke ret meget at gøre med Audi A4 B6 med langsliggende motor.
Biler bygget på A5-platformen (typenumre og byggeår i parenteser):
- Audi A3 II (8P, 2003−2012)
- Audi S3 (8P, 2006−2012)
- Audi TT (8J, 2006−)[1]
- Volkswagen Touran I (1T, 2003−)
- Volkswagen Caddy (2K, 2003−)
- SEAT Altea (5P, 2004−)
- Volkswagen Golf V (1K, 2003−2008)
- Škoda Octavia II (1Z, 2004−2013)
- Volkswagen Golf Plus (5M, 2004−)
- SEAT Toledo III (5P, 2004−2009)
- Volkswagen Jetta V (1K, 2005−2010)
- SEAT León II (1P, 2005−2012)
- Volkswagen Tiguan (5N, 2007−)
- Volkswagen Scirocco (13, 2008−)
- Volkswagen Golf V (1K, 2004-2008)
- Volkswagen Golf VI (5K, 2008−2012)
- Volkswagen Golf Variant (1KM, 2007−2013)
- Škoda Yeti (5L, 2009−)
- Volkswagen Jetta VI (1K/16, 2010−)
- Audi Q3 (8U, 2011−)
- Volkswagen Beetle (16, 2011−)